# Rio Torto (Espanha)

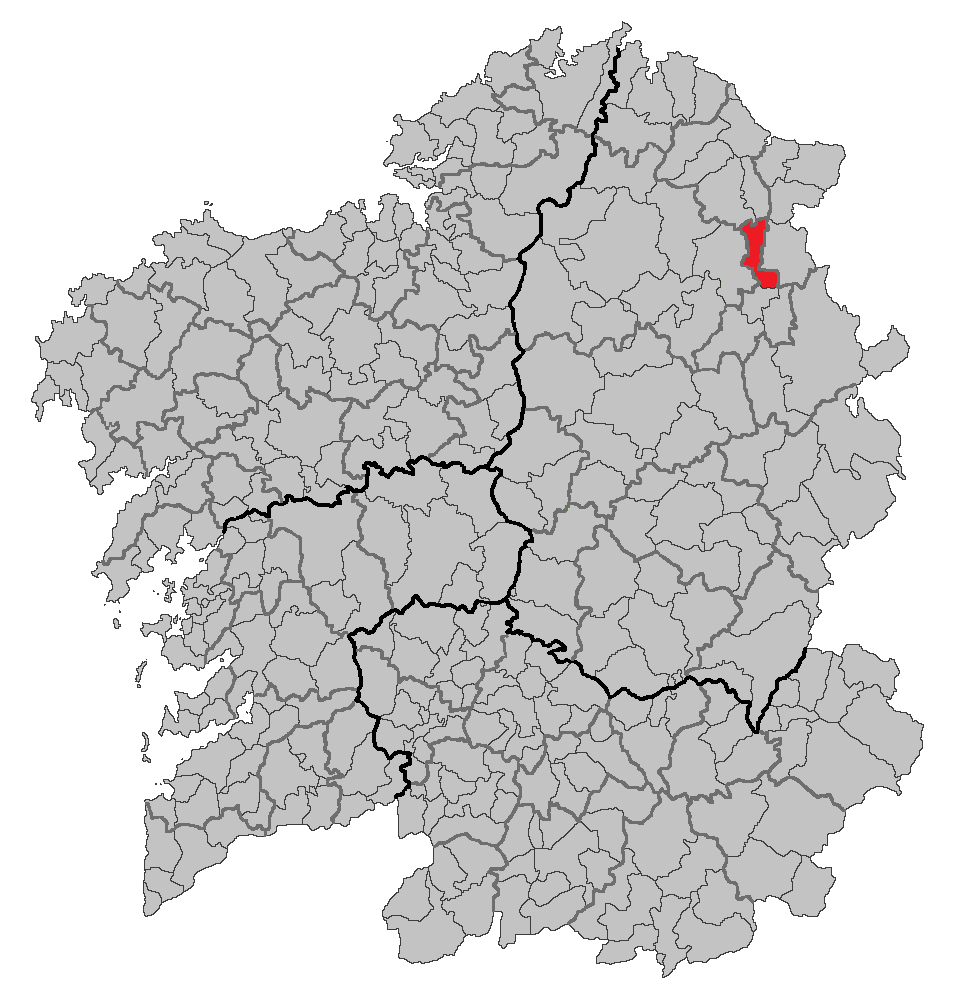
Localização de Riotorto

Rio Torto (em galego, Riotorto) é um município da Espanha na província de Lugo, comunidade autónoma da Galiza, de área  km² com população de 1583 habitantes (2007) e densidade populacional de 25,86 hab/km².
WEB RIOTORTO:

## Demografia
| Variação demográfica do município entre 1991 e 2004 | Variação demográfica do município entre 1991 e 2004 | Variação demográfica do município entre 1991 e 2004 | Variação demográfica do município entre 1991 e 2004 |
| --------------------------------------------------- | --------------------------------------------------- | --------------------------------------------------- | --------------------------------------------------- |
| 1991                                                | 1996                                                | 2001                                                | 2004                                                |
| 2257                                                | 2046                                                | 1799                                                | 1726                                                |